# Mario's Tennis
Mario's Tennis (Japans: マリオズテニス; Mariozu Tenisu) is een videospel voor de Virtual Boy en werd in 1995 uitgebracht door Nintendo. Het spel verscheen op 21 juli 1995 in Japan en op 14 augustus 1995 in Noord-Amerika. Omdat het spel slechte verkoopcijfers haalde in deze landen, werd er besloten het spel niet uit te brengen in Europa.
Toen de Virtual Boy werd verkocht, werd Mario's Tennis erbij meegeleverd. het spel bevat zeven bekende Nintendo-personages, waaronder onder andere Mario, Luigi en Toad. Hoewel er een twee-spelerfunctie werd aangekondigd, werd het nooit toegevoegd aan het spel. Dit omdat de kabel, die nodig was voor twee Virtual Boy-consoles te verbinden, niet werd uitgebracht wegens een slechte verkoop van het spelsysteem. Hierdoor werd Mario's Tennis niet zo populair als de andere delen in de reeks.

## Spelfiguren
| Spelfiguur         | Snelheid | Racket | Sterkte |
| ------------------ | -------- | ------ | ------- |
| Mario              | 3/5      | 3/5    | 4/5     |
| Luigi              | 4/5      | 3/5    | 3/5     |
| Princess Toadstool | 2/5      | 5/5    | 3/5     |
| Yoshi              | 5/5      | 2/5    | 3/5     |
| Toad               | 4/5      | 2/5    | 2/5     |
| Koopa Troopa       | 2/5      | 5/5    | 3/5     |
| Donkey Kong Jr.    | 1/5      | 1/5    | 5/5     |

## Ontvangst
| Beoordeeld door                      | Jaar | Score |
| ------------------------------------ | ---- | ----- |
| GamePro (US)                         | 1995 | 100%  |
| GameFan Magazine                     | 1995 | 84%   |
| The Video Game Critic                | 2003 | 83%   |
| All Game Guide                       | 1998 | 80%   |
| Digital Press - Classic Video Games  | 2003 | 75%   |
| Game Players                         | 1995 | 70%   |
| Le Geek                              | 2009 | 60%   |
| Pocket Magazine / Pockett Videogames | 2003 | 60%   |
| Random Access                        | 2011 | 50%   |
| Defunct Games                        | 2005 | 39%   |

Mario's Tennis · 
Mario Tennis (Nintendo 64) · 
Mario Tennis (Game Boy Color) · 
Mario Power Tennis (Nintendo GameCube) · 
Mario Power Tennis (Game Boy Advance) ·
Mario Tennis Open ·
Mario Tennis: Ultra Smash ·
Mario Tennis Aces